# فینورا
فینورا (انگلیسی: Finnvera) یک شرکت تأمین مالی دولتی فنلاند است. این شرکت، سازمان رسمی اعتبار صادراتی فنلاند است. فینورا وام، اعتبار و ضمانت ارائه می‌دهد. در سال ۲۰۱۳، فینورا حدود ۳۵۰۰ شرکت نوپا را تأمین مالی کرد. این شرکت در قبال وزارت اشتغال و اقتصاد فنلاند مسئول است.

## تاریخچه
فینورا در سال ۱۹۹۹ از طریق ادغام Kera Plc و هیئت ضمانت فنلاند تأسیس شد.
کمیسیون اروپا به فینورا حق حمایت از صادرات فنلاند را داده است.
در نیمه اول سال ۲۰۱۱، فینورا بیش از دو میلیارد یورو صادرات و ضمانت ارائه داد.
در سپتامبر ۲۰۱۴، فینورا تحت برنامه اوراق قرضه میان‌مدت یورو، اوراق قرضه ۵۰۰ میلیون یورویی منتشر کرد.